# Tréflez

Tréflez este o comună în departamentul Finistère, Franța. În 1 ianuarie 2022 avea o populație de 984 de locuitori.